# Херсонська обласна рада
Херсонська обласна рада — є представницьким органом місцевого самоврядування, що представляє спільні інтереси територіальних громад сіл, селищ, міст, у межах повноважень, визначених Конституцією України, Законом України «Про місцеве самоврядування в Україні» й іншими законами, а також повноважень, переданих їм сільськими, селищними, міськими радами.
Обласна рада складається з депутатів, обирається населенням Херсонської області терміном на п'ять років. Рада обирає постійні і тимчасові комісії. Обласна рада проводить свою роботу сесійно. Сесія складається з пленарних засідань і засідань її постійних комісій.

## Депутати, склад депутатських фракцій і постійних комісій

### VIII скликання
ОПЗЖ (15)

     Нам тут жити (13)

     Слуга народу (11)

     Наш край (7)

     Європейська Солідарність (7)

     ВО «Батьківщина» (6)

     Блок Володимира Сальдо (5)

### Склад постійних комісій

#### Постійна комісія з питань бюджету та фінансів
1. Гавренкова Вікторія Володимирівна — голова комісії
2. Александров Павло Анатолійович — заступник голови
3. Репілевський Едуард Вікторович — секретар
4. Кульчиковський Сергій Миколайович
5. Махонін Вадим Миколайович
6. Сінкевич Анна Леонідівна
7. Сеник Володимир Олександрович
8. Чухлядь Михайло Михайлович
9. Салтиков Валерій Миколайович
10. Чабан Вадим Іванович

#### Постійна комісія з питань соціально-економічного розвитку, переробки сільськогосподарської продукції та промисловості
1. Збаровська Ірина Володимирівна — голова комісії
2. Власов Юрій Валентинович — заступник голови
3. Малахова Марина Анатолівна — секретар
4. Романенко Руслан Васильович
5. Пунгін Віктор Олександрович

#### Постійна комісія з питань управління об’єктами комунальної власності
1. Ковальов Юрій Іванович  – голова комісії
2. Карпук Весна Ігорівна  – заступник голови
3. Мелконян Деренік Меснікович  – секретар
4. Синенко Олександр Олександрович
5. Марущенко Олексій Володимирович
6. Паламарчук Оксана Олександрівна
7. Репілевський Данило Едуардович
8. Ганжа Володимир Володимирович
9. С’єдіна Ольга Валентинівна
10. Штанько Віталій Миколайович
11. Трубаєв Ігор Володимирович

#### Постійна комісія постійна комісія з питань архітектури, транспорту, будівництва та житлово-комунального господарства, тарифної політики і взаємодії з підприємствами енергетичної галузі
1. Микитюк Денис Миколайович  – голова комісії
2. Дмитрук Микола Ілліч
3. Тарасова Наталія Олександрівна
4. Гордієнко Олександр Дмитрович
5. Овсепян Гамлет Ашотович

#### Постійна комісія з питань сільського господарства, земельних  відносин та екології
1. Черепаха Альберт Вікторович  – голова комісії
2. Хвостов Володимир Вікторович  – заступник голови
3. Артющик Богдан Степанович  – секретар
4. Дроздік Сергій Миколайович
5. Киселевич Юрій Анатолійович
6. Максименко Сергій Іванович (ІІ)
7. Деркач Віктор Андрійович
8. Вєтров Віктор Федорович
9. Рибалко Сергій Вікторович
10. Сорокунський Сергій Миколайович
11. Йосипенко Ігор Васильович
12. Пишний Віталій Миколайович

#### Постійна комісія з питань розвитку людського капіталу, міжнаціональних відносин, науки, культури, фізичної культури  і спорту, освіти і свободи слова та інтелектуальної власності
1. Співаковський Олександр Володимирович  – голова комісії
2. Гондарева Галина Вікторівна  – заступник голови
3. Книга Олександр Андрійович  – секретар
4. Одарченко Юрій Віталійович

#### Постійна комісія мандатна, з питань регламенту, депутатської діяльності та етики, захисту прав і свобод людини, місцевого самоврядування, децентралізації, адміністративно-територіального устрою та взаємодії зі Збройними силами України
1. Бутрій Дмитро Стефанович  – голова комісії
2. Хлань Сергій Володимирович
3. Жаров Михайло Олександрович

#### Постійна комісія з питань соціального захисту, захисту прав ветеранів, учасників бойових дій  та тимчасово переміщених осіб
1. Романій Михайло Дмитрович  – голова комісії
2. Левківська Марія Михайлівна
3. Бобровська Діана Анатоліївна

#### Постійна комісія з питань охорони здоров’я, здорового способу життя та  курортно-туристичної діяльності
1. Короленко Віктор Миколайович  – голова комісії
2. Волинець Тетяна Григорівна  – заступник голови
3. Сокур Ірина Володимирівна
4. Межерицька Світлана Віталіївна

#### Постійна комісія з питань законності та правопорядку, боротьби з корупцією, рейдерством та контролю за діяльністю правоохоронних органів
1. Літвін Валерій Валерійович  – голова комісії
2. Кістечок Олександр Дмитрович  – заступник голови
3. Булюк Віталій Вікторович  – секретар

## Голови обласного виконавчого комітету
1. Пасенченко-Демиденко Пилип Іванович — 1944 — 1950 р.
2. Барильник Тимофій Григорович — 1950 — січень 1963 рр.
3. Макушенко Микола Олександрович — січень 1963 — грудень 1964 рр. (сільського), грудень 1964 — березень 1969 рр.
4. Проценко Діна Йосипівна — березень 1969 — квітень 1978 рр.
5. Метляєв Василь Кирилович — 1978 — грудень 1983 рр.
6. Кушнеренко Михайло Михайлович — 21 грудня 1983 — 11 липня 1987 рр., січень 1991 — березень 1992 рр.
7. Мельников Олександр Тихонович — 11 липня 1987 — січень 1991 р.

## Голови обласної ради
1. Кушнеренко Михайло Михайлович — 5 квітня 1990 — липень 1994
2. Жолобов Віталій Михайлович — 7 липня 1994 — 27 червня 1996
3. Третьяков Валерій Михайлович — 15 серпня 1996 — квітень 2002
4. Юрченко Анатолій Петрович — 10 травня — 11 жовтня 2002
5. Ходаківський Володимир Федорович  — 11 жовтня 2002 — 20 квітня 2006
6. Демьохін Володимир Анатолійович — 5 травня 2006 — 20 липня 2010
7. Пелих Віктор Григорович  — 20 липня 2010 — 27 лютого 2014 (оголошений у розшук)[1]
8. Федько Тамара Іванівна (в. о.)  — 27 лютого 2014 — 4 грудня 2015
9. Путілов Андрій Станіславович — 4 грудня 2015 — 9 вересня 2016
10. Мангер Владислав Миколайович — 27 вересня 2016 — 4 грудня 2020
11. Самойленко Олександр Степанович — з 4 грудня 2020

## Рішення сесій Херсонської обласної ради
- Рішення сесій Херсонської обласної ради;